# Сімо Матавуль
Сімо Матавуль (Симо Матавуљ, 14 вересня 1852 —20 лютого 1908) — сербський письменник-романіст епохи реалізму.

## Життєжпис
Народився 1852 року у родині торговця Стевана Матавулі. Навчався у рідному місті — в початковій школі та гімназії. Деякий час мав намір стати ченцем, тому відравився разом із дядьком до монастиря Крупа. Проте швидко змінив свої настрої. В результаті поступив до Задарського педагогічного коледжу, який закінчив у 1871 році.
Спочатку був вчителем у сербських сільських школах Далмації. У 1874 році влаштувався до Сербської військово-морської академії у м.Херцег-Новий. З 1881 до 1882 року був директором гімназії м. Цетинє (князівство Чорногорія). В цей час також був вчителем спадкоємця чорногорського трону Данила та його брата Мірку.
У 1887 році перебирається до м. Заєчар (Сербія), а 1889 року — до гімназії у Белграді. 1889 року призначається головою прес-бюро Міністерства закордонних справ Сербського королівства. У 1904 році стає членом сербської королівської академії. Помер у Белграді в 1908 році.

## Творчість
Перші оповідання та романи Матавуля мали етнографічний характер із романтичними тенденціями («Наші жебраки», 1881; «Ускок», 1892 рік). При цьому містили ідеалізацію дійсності.
Перейшовши на позиції реалізму, Матавуль створив галерею характерів і соціальних типів Хорватського Примор'я, Чорногорії, Белграда. Найзначущішими з доробку письменника є далматинський цикл новел і антиклерикальний роман «Баконія фра Брне» (1892 рік). При цьому орієнтація письменника на усну народну прозу поєднується зі жвавим інтересом до європейської літератури, особливо французької та російської.